# Holopogon rugiventris
Holopogon rugiventris är en tvåvingeart som beskrevs av Gabriel Strobl 1906. Holopogon rugiventris ingår i släktet Holopogon och familjen rovflugor. Inga underarter finns listade i Catalogue of Life.